# دريك أولسون
دريك أولسون (بالإنجليزية: Drake Olson)‏ هو مهندس أمريكي، ولد في 5 أبريل 1955.